# Dżafarije
Dżafarije (pers. جعفريه) – miasto w środkowym Iranie, w ostanie Kom. W 2006 roku miasto liczyło 6635 mieszkańców w 1516 rodzinach.